# Anne Tristan
Pour l'auteure qui a utilisé le pseudonyme « Anne Tristan », voir Anne Zelensky.
 (novembre 2017).
Anne Tristan, née en 1960, est une militante politique, ancienne journaliste et professeure de collège.

## Biographie
Diplômée du Centre de formation des journalistes, elle milite à la Ligue communiste révolutionnaire (LCR) au début des années 1980. En 1984, elle est journaliste à la télévision pendant cinq mois, le temps de gagner assez pour partir au Nicaragua comme brigadiste ramasser du coton. À son retour, elle publie des articles dans  Témoignage Chrétien, le Matin et Afrique-Asie, qu'elle rejoint. 
Observant les premiers succès du Front national, elle décide de « "bousiller" ce parti avant qu’il ne se développe ». Elle rencontre Edwy Plenel, qui l'encourage à faire une enquête de terrain et choisit Marseille. Cette enquête au cœur du Front national en 1987 se traduit par un livre qui connaît un certain écho médiatique. Elle poursuit son engagement contre le FN en devenant en 1990 membre et directrice de publication de Ras l'front.
Elle est ensuite professeur dans un collège.

## Publications
- Au Front. Gallimard. 1987. Pour faire son enquête sur le FN, elle a changé de nom et s'est installée dans les quartiers Nord de Marseille. Elle est alors devenue membre du FN et a suivi de près les activités de l'antenne locale de ce parti. Elle est même devenue secrétaire de cette antenne. Cette édition, comme la réédition Folio 1991, est épuisée. Disponible sur ce site
- L’autre monde, Un passage en Kanaky (Au vif du sujet, Gallimard, 1990).

« (...) En passant en Kanaky, je voulais découvrir cet autre monde, nationaliste lui aussi -, qui m'apparaissait a priori comme l'exact opposé du lepénisme. Établie en tribu comme naguère en usine, à Canala et à Ouvéa, j'ai partagé le travail quotidien, celui des champs comme celui des réunions politiques, écouté ce qui était dit autant que ce qui était tu, vécu les contraintes et les espoirs, les ambiguïtés et les contradictions d'une lutte de libération (...) »
- Le silence du fleuve, octobre 1961, Au nom de la mémoire, 1991. Elle propose à travers cet ouvrage un retour sur l'année 1961, le massacre du 17 octobre (voir Massacre des Algériens à Paris), heure par heure, le silence qui s'ensuivit, et l'amalgame fait selon elle avec Charonne (9 morts le 8 février 1962).
- Clandestine (Au vif, Stock, 1993). En décembre 1992, une jeune femme débarque à l'aéroport de Roissy-en-France. Elle est sans papier, ne parle pas le français et demande l'asile. Ouvrière du tiers monde, elle est en quête de nouveaux horizons et de libertés accrues.
- Au-delà des haies, visite aux paysans de l'Ouest, 1995, éditions Charles Léopold Mayer,  (ISBN 2-910301-32-X) ;
- Petit manuel de combat contre le Front national, 2004, (Ras l'front, Flammarion), avec René Monzat